# Navone (famiglia)
I Navone sono una nobile e antica famiglia della Serenissima Repubblica di Genova.

## Storia
Il casato ha origini legate al paese di Chiappa (allora parte del Feudo Imperiale e Marchesato di Savignone-Crocefieschi e oggi del Comune di Valbrevenna), dove è attestato a partire da documenti del 1230.
Tra la fine del XIV secolo e l'inizio del XVI secolo vari membri della famiglia hanno ricoperto cariche pubbliche all'interno della Repubblica di Genova.
Ricoprirono il ruolo di Consiglieri Tommaso Navone nel 1391, Oberto Navone nel 1406, Cristoforo Navone e Domenico Navone nel 1518.
Giovanni Navone quondam Oberto fu nel 1435 uno degli otto Presidenti di Genova in difesa della libertà e del popolo. Venne nominato ufficiale di Balia nel 1458 ed in seguito impegnato in altre magistrature.
Nel 1444 Giacomo Navone fu Ufficiale di moneta.
Nel 1464 Tommaso Navone fu Ufficiale di mercanzia.
Nel 1488 Giorgio e Antonio Navone intervennero al giuramento di fedeltà a Giovan Galeazzo Sforza, duca di Milano, che all'epoca governava la città di Genova.
Nel 1496 Francesco Navone fu uno degli eletti al ricevimento dell'Imperatore Massimiliano e nel 1501 entrò a far parte del Consiglio degli Anziani.
Nel 1500 Andrea Navone, artefice ghibellino, fu Ufficiale della Borsa.
Nel 1528 la famiglia fu ascritta alla Nobiltà di Genova e, a seguito della riforma voluta da Andrea Doria, aggregata nell'albergo Negrone.
Il 10 marzo 1576 nella chiesa di S. Croce in Genova vennero pubblicate le nuove leggi della Repubblica, che abolirono l'istituto degli Alberghi, e la famiglia patrizia riprese il suo cognome originario.
Nei documenti storici il cognome viene talvolta aggettivato e dunque troviamo le varianti "Navona" (per le donne) e "Navoni" (in presenza di più membri della famiglia).

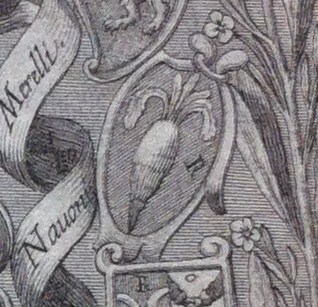
Dettaglio con stemma della famiglia Navone, da una rappresentazione grafica dell'Albergo Negrone.

Dopo il Cinquecento la famiglia gentilizia dei Navone si è suddivisa in molti rami e sopravvive oggi, con toni minori, con nuclei nel genovese e nel torinese.

## Arma
Di rosso, ad un navone fogliato.
Lo scudo è timbrato da un elmo di famiglia nobile (ventaglia chiusa e bavaglia abbassata, gorgiera fregiata di collana e medaglia, posizione di tre quarti a destra).
Titolo nobiliare: Nobile, Patrizio genovese.